# Biologisk medicin
Biologisk medicin är ett uttryck inom alternativmedicin som söker att öka organismens förmåga till självläkning genom metoder som naturmedel, fysioterapi, diet och vattenterapi. Utövare hävdar att det inte finns någon annan typ av läkning än självläkning, och att denna metod är till för att stimulera kroppen till den bästa självläkning. Detta kan även kombineras med andra metoder inom alternativmedicin.